# Moravany (district de Michalovce)
Pour les articles homonymes, voir Moravany.
Moravany est un village du district de Michalovce, dans la région de Košice, en Slovaquie.

## Histoire
La première mention écrite du village date de 1247.

## Démographie

### Évolution de la population
| Année:               | 1994. | 2004.   | 2014.   | 2024.   |
| -------------------- | ----- | ------- | ------- | ------- |
| Nombre de personnes: | 1051  | 1040    | 1047    | 1034    |
| Différence:          |       | -1,04 % | +0,67 % | -1,24 % |

| Année:               | 2023. | 2024.   |
| -------------------- | ----- | ------- |
| Nombre de personnes: | 1025  | 1034    |
| Différence:          |       | +0,87 % |

## Politique
| Nom        | Parti politique | Date de l'élection | Fin du mandat |
| ---------- | --------------- | ------------------ | ------------- |
| Ján Žofčák | SMER            | 02.12.2006         | Déc. 2010     |